# 오정환 (야구 선수)
오정환(1999년 3월 27일 ~ )은 KBO 리그 KIA 타이거즈의 내야수이다. 그의 사촌 형은 KBO 리그 LG 트윈스의 내야수인 오지환이다.

## 아마추어 시절
경기고등학교 시절 팀의 주전 유격수를 맡아 활약했다.

## KIA 타이거즈시절
2018년 신인 드래프트에서 4라운드 지명을 받아 입단하였다. 2019년 4월 24일 LG전에서 데뷔 첫 경기를 치렀고, 경기에서 1타수 1안타를 기록했다.

## 출신 학교
- 서울강남초등학교
- 자양중학교
- 경기고등학교

## 트리비아
- 자양중학교 시절 사촌 형인 오지환이 출전한 경기에서 시구를 한 적이 있다.

## 통산 기록
| 연도 | 팀명  | 타율  | 경기 | 타수 | 득점 | 안타 | 2루타 | 3루타 | 홈런 | 루타 | 타점 | 도루 | 도실 | 볼넷 | 사구 | 삼진 | 병살 | 실책 |
| ---- | ----- | ----- | ---- | ---- | ---- | ---- | ----- | ----- | ---- | ---- | ---- | ---- | ---- | ---- | ---- | ---- | ---- | ---- |
| 2019 | KIA   | 0.143 | 30   | 28   | 8    | 4    | 0     | 0     | 0    | 4    | 1    | 0    | 2    | 0    | 0    | 12   | 1    | 1    |
| 2021 | KIA   | 0.235 | 9    | 17   | 1    | 4    | 1     | 0     | 0    | 5    | 2    | 0    | 0    | 1    | 0    | 9    | 0    | 1    |
| 통산 | 2시즌 | 0.178 | 39   | 45   | 9    | 8    | 1     | 0     | 0    | 9    | 3    | 0    | 2    | 1    | 0    | 21   | 1    | 2    |